# 今村奈良臣
今村 奈良臣（いまむら ならおみ、1934年4月1日 - 2020年2月28日）は、日本の農業経済学者。学位は、農学博士（1964年）（学位論文「農林国家経費の研究」）。東京大学名誉教授。第一次産業を発展させた「6次産業」の提唱者として知られる。

## 来歴
1934年大分県生まれ。1952年大分県立大分上野丘高等学校卒業。1957年東京大学農学部農業経済学科卒業。1963年同大学院博士課程修了、1964年「農林国家経費の研究」で農学博士の学位を取得。農政調査委員会研究職員。1968年信州大学助教授、1974年東京大学助教授、1982年教授。1984-1985年米国ウィスコンシン大学客員研究員。1994年定年退官、名誉教授、日本女子大学教授、2002年退職。
日本農業経済学会会長、米価審議会委員、畜産振興審議会会長、農政審議会会長、初代食料・農業・農村政策審議会会長等を歴任。農林水産省政策評価会座長、自主流通米価格形成センター運営委員会委員長、米情報委員会委員長、自主流通米価格形成センター取引監視委員会委員長、都市農山漁村交流活性化機構理事長。日本農業法人協会理事、JA改革推進会議議長。全国農業会議所会員、農山漁村文化協会会長理事。
2020年2月28日、肺炎のため死去。85歳没。

## 著書

### 単著
- 『補助金と農業・農村』（家の光協会、1978年）
- 『現代農地政策論』（東京大学出版会、1983年）
- 『揺れうごく家族農業：個と集団：アメリカ・日本・中国・北朝鮮』（柏書房、1986年）
- 『国際化時代の日本農業：車座になって経営革新を考える』（農山漁村文化協会、1988年）
- 『人を活かす地域を興す：農業再生への提言』（家の光協会、1989年）
- 『農業構造改革の展開論理』（農山漁村文化協会、2003年）(今村奈良臣著作選集 上)
- 『農政改革と補助金』（農山漁村文化協会、2003年）(今村奈良臣著作選集 下)
- 『私の地方創生論』（農山漁村文化協会、2015年）

### 共著
- （劉志仁・金聖昊・羅明哲・坪井伸広）『東アジア農業の展開論理：中韓台日を比較する』（農山漁村文化協会、1994年）
- （八木宏典・水谷正一・坪井伸広）『水資源の枯渇と配分：開発から管理へ』（農山漁村文化協会、1996年）
- （服部信司・矢口芳生・加賀爪優・菅沼圭輔）『WTO体制下の食料農業戦略：米・欧・豪・中と日本』（農山漁村文化協会、1997年）
- （張安明・小田切徳美）『中国近郊農村の発展戦略』（農山漁村文化協会、2004年）

### 編著
- 『転機にたつ食管制度』（家の光協会、1980年）
- 『農政改革：世界と日本』（御茶ノ水書房、1987年）
- 『「新農政」を斬る』（農林統計協会、1993年）
- 『農政改革の世界史的帰趨』（農山漁村文化協会、1994年）
- 『森林資源の利用と再生：経済の論理と自然の論理』（農山漁村文化協会、1994年）

### 共編著
- （永田恵十郎）『明日の農協：理念と事業をつなぐもの』（農山漁村文化協会、1986年）
- （吉田忠）『食生活変貌のベクトル：連続と断絶の一世紀』（農山漁村文化協会、1988年）
- （松浦利明）『社会主義農業の変貌：集団化先発国の教訓』（農山漁村文化協会、1988年）
- （陣内義人）『新海洋時代の漁業：変容のメカニズム』（農山漁村文化協会、1988年）
- （松浦利明）『農業保護の理念と現実：財政と金融の動きを読む』（農山漁村文化協会、1989年）
- （河相一成）『工業化社会の農地問題：構造問題と土地問題の接点』（農山漁村文化協会、1989年）
- （吉田忠）『飢餓と飽食の構造：今、世界の食糧は……』（農山漁村文化協会、1990年）
- （吉田忠・松浦利明）『食糧・農業の関連産業：輸入と自給のダイナミズム』（農山漁村文化協会、1990年）
- （吉田忠）『農業の教育力：人と自然を活かす道』（農山漁村文化協会、1990年）
- （河相一成）『国土利用と農地問題：地価形成と農地流動のメカニズム』（農山漁村文化協会、1991年）
- （犬塚昭治・河相一成）『農業の活路を世界に見る：共・競・協が織りなす社会』（農山漁村文化協会、1991年）
- （犬塚昭治）『政府と農民：その政治力学を世界に見る』（農山漁村文化協会、1991年）
- （永田恵十郎）『地域資源の保全と創造：景観をつくるとはどういうことか』（農山漁村文化協会、1995年）

### 翻訳
- レスター・R・ブラウン『だれが中国を養うのか?：迫りくる食糧危機の時代』（ダイヤモンド社、1995年)
- レスター・R.ブラウン『食糧破局：回避のための緊急シナリオ』（ダイヤモンド社、1996年）